# Wapen van Wijk aan Zee en Duin
Het wapen van Wijk aan Zee en Duin werd op 22 oktober 1817 per Koninklijk Besluit aan de Noord-Hollandse gemeente Wijk aan Zee en Duin toegekend. De gemeente is op 1 mei 1817 uit de gemeente Beverwijk ontstaan en ging op 1 mei 1936 ook weer op in de gemeente Beverwijk. Het wapen van Wijk aan Zee en Duin is sindsdien niet meer in gebruik.

## Blazoenering
De blazoenering van het wapen luidde als volgt:
Coupé, het eerste deel van keel beladen met 3 leliën van goud, staande 1 en 2; het tweede coupé waarvan het eerste een zee (van natuurlijke kleur) en het tweede van zilver.
Het wapen is verdeeld in een boven- en onderstuk. Het bovenste is rood van kleur met daarop drie gouden Franse lelies. De lelies staan in een punt met bovenin een in het midden en daaronder twee naast elkaar. Het onderste stuk is ook gedeeld in twee stukken, het bovenste is zeekleurig met golven erin, het onderste deel is wit.

## Geschiedenis
Het wapen van Wijk aan Zee en Duin is afgeleid van dat van Beverwijk. De gemeente werd op 1 mei 1817 van de gemeente Beverwijk afgescheiden. Precies 119 jaar later, op 1 mei 1936, werden Beverwijk en Wijk aan Zee en Duin weer samengevoegd. Pas in 1958 werd voor de gemeente Beverwijk een nieuwe ambtsketen gemaakt. De penning met het wapen van Wijk aan Zee en Duin werd behouden, maar de ketting zelf werd gebruikt om de nieuwe ketting te maken. Op een van de schakels van de nieuwe keten staat het wapen van Wijk aan Zee en Duin. Op de andere schakels staan andere symbolen die met Beverwijk te maken hebben. In 2001 werd, vanwege het 400-jarig bestaan van de Hervormde Gemeente, in de hervormde kerk in Wijk aan Zee een glas-in-loodraam onthuld met daarin het wapen van Wijk aan Zee en Duin.
Abbekerk
· Akersloot
· Andijk
· Ankeveen
· Anna Paulowna
· Assendelft
· Avenhorn
· Barsingerhorn
· Beemster
· Beets
· Bennebroek
· Berkenrode
· Berkhout
· Bijlmermeer
· Blokker
· Bovenkarspel
· Broek in Waterland
· Broek op Langedijk
· Buiksloot
· Bussum
· Callantsoog
· De Rijp
· Egmond
· Egmond aan Zee
· Egmond-Binnen
· Graft
·  Graft-De Rijp
· 's-Graveland
· Groet
· Grootebroek
· Grosthuizen
· Haarlemmerliede
· Haarlemmerliede en Spaarnwoude
· Harenkarspel
· Heerhugowaard
· Hensbroek
· Hoogkarspel
· Hoogwoud
· Ilpendam
· Jisp
· Kalslagen
· Katwoude
· Koedijk
· Koog aan de Zaan
· Kortenhoef
· Krommenie
· Kwadijk
· Langedijk
· Leimuiden
· Limmen
· Marken
· Middelie
· Midwoud
· Monnickendam
· Muiden
· Naarden
· Nederhorst den Berg
· Nibbixwoud
· Niedorp
· Nieuwe Niedorp
· Nieuwendam
· Nieuwer-Amstel
· Noord-Scharwoude
· Noorder-Koggenland
· Obdam
· Oosthuizen
· Opperdoes
· Oterleek
· Oude Niedorp
· Oudendijk
· Oudkarspel
· Oudorp
· Petten
· Ransdorp
· Schardam
· Scharwoude
· Schellingwoude
· Schellinkhout
· Schermer
· Schermerhorn
· Schoorl
· Schoten
· Sijbekarspel
· Sint Maarten
· Sint Pancras
· Sloten
· Spaarndam
· Spaarnwoude
· Spanbroek
· Twisk
· Urk
· Ursem
· Veenhuizen
· Venhuizen
· Warder
· Warmenhuizen
· Waverveen
· Weesp
· Weesperkarspel
· Wervershoof
· Wester-Koggenland
· Westwoud
· Westzaan
· Wieringen
· Wieringermeer
· Wieringerwaard
· Wijdenes
. Wijdewormer
. Wijk aan Zee en Duin
· Wimmenum
· Winkel
· Wognum
· Wormer
· Wormerveer
· Zaandam
· Zaandijk
· Zeevang
· Zijpe
· Zuid-Scharwoude
· Zuid- en Noord-Schermer
· Zwaag

Dorpswapens:
Hauwert
· Volendam
· Zwaagdijk-West